# Сафрончик, Анна Евгеньевна
Анна Евгеньевна Сафрончик (род. 4 января 1981, Киев, УССР) — итальянская актриса и модель украинского происхождения.

## Биография
Родилась в Киеве в семье тенора Евгения Сафрончика и балерины Лилии Чапкис. Родители были солистами национального театра оперы и балета им. Шевченко. Дедушка — известный украинский хореограф Григорий Чапкис.
С детских лет обучалась разным искусствам, в Киеве ходила в кружок росписи из глины, училась в музыкальной школе по классу фортепиано, хорошо рисовала.
Когда ей было 13 лет, родители эмигрировали в Италию. Там она приняла участие в конкурсе детского календаря в городе Ареццо, где тогда жила семья, и победила.
В 1998 году Анна победила в конкурсе красоты «Мисс Тоскана». В 2000 году она дебютировала в кино в фильме «Добро пожаловать, Албания», где ее партнером был Джанкарло Джаннини. С тех пор Сафрончик снимается как в художественных картинах, так и телесериалах.